# Projeto Manuelzão

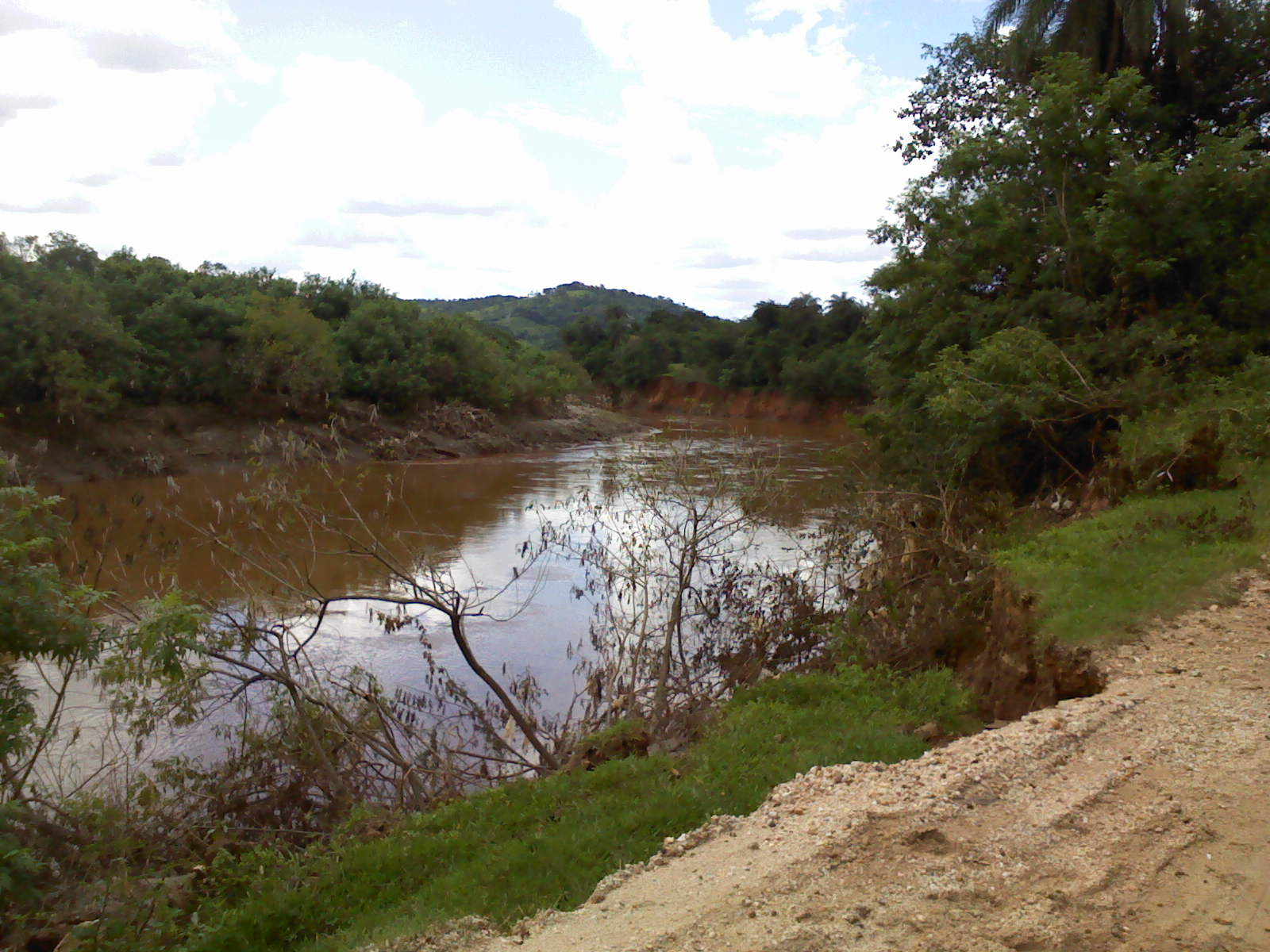
Trecho do Rio das Velhas no município de Santa Luzia.

O Projeto Manuelzão é um projeto de extensão da Universidade Federal de Minas Gerais, que busca a revitalização da bacia do Rio das Velhas, o maior afluente do rio São Francisco, englobando parcerias com 51 municípios e com o governo do estado brasileiro de Minas Gerais. Foi inicialmente idealizado por professores da Faculdade de Medicina, em janeiro de 1997.
Coordenado e idealizado pelo Dr. Apolo Heringer Lisboa, o nome do projeto homenageia o vaqueiro Manuel Nardi, imortalizado como Manuelzão na obra de Guimarães Rosa, e falecido em 1998.
Dentre as principais realizações do projeto está a Meta 2010, cujo objetivo é a mobilização social, governamental e empresarial para a despoluição completa da bacia.